# تپه آجین (آژین)
تپه آجین  مربوط به سده‌های میانه دوران‌های تاریخی پس از اسلام است و در شهرستان اسدآباد، بخش مرکزی، روستای آجین واقع شده و این اثر در تاریخ ۱۰ بهمن ۱۳۸۳ با شمارهٔ ثبت ۱۱۳۵۸ به‌عنوان یکی از آثار ملی ایران به ثبت رسیده است.